# Гутман, Егор
Егор (Георг-Генрих) Гутман (нем. Georg Heinrich Guthmann; 16 [28] февраля 1816 — 14 [26] апреля 1849) — русский архитектор немецкого происхождения. Автор зданий в Санкт-Петербурге.

## Биография
Родился 16 (28) февраля 1816 года. С 1827 года учился в Академии художеств. В 1839 году получил малую серебряную медаль Академии и тогда же дано звание художника XIV класса с награждением шпагой. В 1842 году признан «назначенным в академики».
Умер 14 (26) апреля 1849 года, похоронен на Смоленском лютеранском кладбище в Петербурге.

## Проекты и постройки
- Доходный дом. 3-я линия, 60, правая часть (1841; включён в существующее здание)[3];
- Доходный дом (перестройка). Манежный переулок, 1 — переулок Радищева, 4 (1848)[3].